# Æ
Æ, æ — графема, що складається з літер a та e. Початково була лігатурою, що позначала латинський дифтонг, згодом стала повноцінною літерою абеток деяких мов, таких як данська, фарерська, норвезька та ісландська. У складі алфавіту давньоанглійської мови мала назву æsc (ясень, ash tree), що походила від англосаксонської руни ансуз (); її традиційна назва в англійській мові ash (Помилка: {{МФА}}: невпізнаний код мови: æʃ).

## Використання

Використання Æ

### Англійська мова
В англійській мові використання лігатури залежить від контесту. У сучасній типографії при технічних проблемах з набором замість æ часто вживається диграф ae. Це є часто некоректним, особливо при наборі іншомовних слів, де æ вважається літерою або торгових марок (напр. Æon Flux, Encyclopædia Britannica). В США проблема з лігатурою в багатьох випадках вирішується спрощеною заміною на e. Проте, з огляду на довгу історію правопису, літера æ інколи використовується задля підкреслення архаїзму чи при цитуванні історичних джерел.

### Латинська мова
В класичній латинській мові комбінація AE позначає дифтонг ai̯, схожий на довге англійське i, як у слові fine. Як у класичній, так і у сучасній практиці прийнято писати літери окремо, але лігатура використовувалася в середньовічному та ранньому сучасному письмі, в тому числі й через те, що æ спрощувалася в імперський період до простого голосного ɛ. В деяких середньовічних скриптах лігатура спрощувалася до ę, малої літери e з огонеком. Згодом ця форма спростилася до звичайного e через можливий взаємовплив правопису та вимови. Тим не менш, лігатура зараз доволі поширена в літературних книгах та партитурах.
Латинський дифтонг з'являвся як у власних словах (де до 2 сторіччя до н. е. записувався як ai), так і в запозиченнях із грецької, де відповідав сполученню αι (альфа йота).

#### Французька мова
У сучасній французькій абетці æ використовується для запису латинських та грецьких запозичень на зразок tænia чи ex æquo.

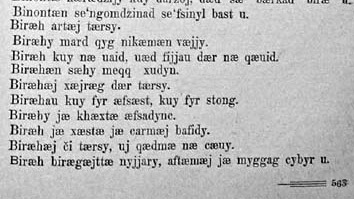
Латинка в осетинській мові. Сторінка опублікованої 1935 року книги

### Германські мови
- У давньоанглійській æ позначав звук, середній між a та e (æ), дуже схожий на коротке a з англійського слова cat.

- У більшості діалектів давньоскнадинавської мови (мови вікінгів) знак æ позначав короткий голосний звук [ɛ]; ǽ — довгий звук [ɛː][1]. Натомість у староісландському діалекті цієї ж мови æ позначав довгий звук [æː][2].

- У більшості варіацій фарерської мови æ вимовляється наступним чином:
  - ɛa, якщо одночасно і є наголошеним, і з'являється або в кінці слова, або перед голосною чи однією приголосною, або перед групами приголосних kl, kr, pl, pr, tr, kj, tj, sj та тих, що складаються з ð та іншої приголосної крім ðr, коли вона вимовляється як gr (крім випадку, обумовленого нижче)
- відкритий eː, якщо безпосередньо передує звуку a, як у словах ræðast (ð не вимовляється) та frægari (g не вимовляється)
  - a в усіх інших випадках.

- В ісландській мові æ означає дифтонг ai.
- У данській та норвезькій мовах æ відповідає монофтонгам. У норвезькій є чотири варіанти вимови літери:

- - /æː/ (æ (назва літери), bær, læring, æra, Ænes, ærlig, tærne, særs, ærfugl, lært)
  - /æ/ (færre, æsj, nærmere, Færder, Skjærvø, ærverdig, vært, lærd, Bræin (де æi вимовляється як дифтонг /æi/))
  - /eː/ (Sæther, Næser, Sæbø, gælisk, spælsau, bevæpne, sæd, æser, Cæsar, væte)
  - /e/ (Sæth, Næss, Brænne, Bækkelund, Vollebæk, væske, trædd).

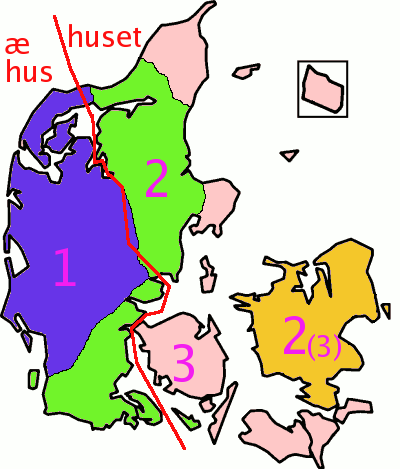
На захід від червоної лінії класичні данські діалекти використовують æ як означений артикль.

У багатьох західних, північних та північно-західних норвезьких діалектах, а також у деяких західних данських фонема Æ [ɛ] має велике значення: є займенником першої особи однини Я, тобто самостійним словом; на письмі у цих діалектах позначається як Æ. У фарерській вимовляється так само, але пишеться як eg.
У західних та південних діалектах Ютландії в данській мові æ /æ/ є означеним артиклем перед словом: «æ hus» (будинок), на відміну від стандартної данської та інших скандинавських діалектів, де означені артиклі постсуфіксальні (данська, шведська, норвезька: huset, ісландська: húsið). Ці діалекти рідко використовуються для письма, але зустрічаються в певній місцевій літературі.
Рідше у деяких норвезьких діалектах er (форма теперішнього часу дієслова være, бути) на письмі замінюється на æ, але це не є стандартом.
Данська та норвезька «Ӕ» відповідає літері «Ä» у шведській та фінській мовах та абетках.

### Осетинська мова
В осетинській мові літеру æ використовували за латинської абетки (1923–38). З того часу мова перейшла на кирилицю з зовнішньо ідентичною літерою (Ӕӕ). Вимовляється як у англійському слові cat.

## Міжнародний фонетичний алфавіт
Символ [æ] використовується в МФА для позначення ненапруженого неогубленого голосного переднього ряду низького піднесення, як в англійському слові cat, імовіршіше за все, цей звук у давньоанглійській і позначався відповідною літерою.

## Кодування
| Графема | HTML | Юнікод | TeX |
| ------- | ---- | ------ | --- |
| Æ       | Æ    | U+00C6 | \AE |
| æ       | æ    | U+00E6 | \ae |